# Kangassaari (ö i Mellersta Finland, Keuruu)
Kangassaari är en ö i Finland. Den ligger i sjön Kangasjärvi och i kommunen Keuru i den ekonomiska regionen  Keuru ekonomiska region  och landskapet Mellersta Finland, i den södra delen av landet, 230 km norr om huvudstaden Helsingfors. Öns area är 2,2 hektar och dess största längd är 230 meter i öst-västlig riktning.